# Gina Torres
Gina Torres, född 25 april 1969 i New York, är en amerikansk skådespelare. Hon är främst känd som Jessica Pearson i TV-serien Suits och Zoe Washburne i TV-serien Firefly.

## Biografi

### Uppväxt och karriär
Gina Torres är född på Manhattan i New York i USA som den yngsta av tre barn. Hennes föräldrar är från Kuba, och hennes pappa har jobbat på El Diario La Prensa och vid New York Daily News. Tack vare hennes föräldrars ursprung så talar hon flytande spanska. Hon gick på Fiorello LaGuardia High School of Music & Art, men valde att inte gå på college, då hon ville börja sin karriär som sångerska.
Medan hon först praktiserade, och sedan jobbade på Lincoln Center, kom hon i kontakt med en agent, och fick därefter en roll i musikalen Dreamgirls. Efter en tid inom teater valde hon att casta för roller i TV-serier, och fick bland annat en roll i TV-serien Law & Order.

### Privatliv
I september 2002 gifte sig Torres med skådespelaren Laurence Fishburne, och de fick en dotter år 2007. I september 2017 meddelade de att de skulle skiljas, och i maj 2018 var skilsmässan klar.

## Priser och nomineringar
Torres har fått flera nomineringar och priser. För sin roll i Cleopatra 2525 fick hon 2021 utmärkelsen "Outstanding Lead Actress in a Syndicated Drama Series". 2018 blev hon tilldelad priset för bästa kvinnliga biroll av Imagen Foundation, för sin roll i Suits. Därutöver har hon blivit nominerad till samma pris även 2013, 2017, och 2021, men den senare för hennes biroll i 9-1-1: Lone Star. Hon har även blivit nominerad till Imagen Foundation 2020 för sin huvud roll i spinoff serien Pearson. Hon blev även 2015 Artemis Honoree på Artemis Women in Action Film Festival.
Hon har även två nomineringar för sin röst i den tecknade TV-serien Transformers: Prime. En nominering som Favorit skådespelerska med biroll för sin roll i Suits. Och ytterligare en nominering från 2014 till Saturn Award för bästa gästskådespelare i TV-serie, vilket var för hennes medverkande i Hannibal.

## Filmografi
Förutom det urval av filmer som finns presenterade här så har Torres gästspelat i flera filmer och TV-serier.

### Filmer (urval)
| År   | Titel                                | Roll             |
| ---- | ------------------------------------ | ---------------- |
| 2003 | The Matrix Reloaded                  | Cas              |
| 2003 | The Matrix Revolutions               | Cas              |
| 2005 | Serenity                             | Zoe Washburne    |
| 2006 | Jam                                  | Lilac            |
| 2007 | Sout of Pico                         | Carla Silva      |
| 2010 | Justice League: Crisis on Two Earths | Superwoman       |
| 2013 | Mr. Sophistication                   | Janice Waters    |
| 2019 | Selah and the Spades                 | Maybelle Summers |

### TV-serier (urval)
| År        | Titel                            | Roll                     |
| --------- | -------------------------------- | ------------------------ |
| 1992      | I lagens namn                    | Laura Elkin och Charlene |
| 1995-1996 | One Life to Live                 | Magdalena och Nell       |
| 1997-1999 | Hercules: The Legendary Journeys | Nebula och Beth Hymson   |
| 2000-2001 | Cleopatra 2525                   | Helen Carter             |
| 2001-2006 | Alias                            | Anna Espinosa            |
| 2001-2002 | Any Day Now                      | Stacy Trenton            |
| 2002-2003 | Firefly                          | Zoe Washburne            |
| 2003      | Angel                            | Jasmine                  |
| 2004      | 24                               | Julia Milliken           |
| 2004-2006 | Justice League Unlimited         | Vixen                    |
| 2006-2007 | Standoff                         | Cheryl Carrera           |
| 2010      | Huge                             | Dorothy Rand             |
| 2011-2013 | Transformers: Prime              | Airachnid                |
| 2011-2018 | Suits                            | Jessica Pearson          |
| 2013-2015 | Hannibal                         | Phyllis Crawford         |
| 2017      | The Catch                        | Justine Diaz             |
| 2017      | Star Wars Forces of Destiny      | Ketsu Onyo               |
| 2018      | Final Space                      | Flera olika röster       |
| 2019      | Pearson                          | Jessica Pearson          |

### TV-spel
Gina Torres har varit med i ett antal TV-spel. En av hennes störa framgångar inom denna bransch är hennes roll som Ikora Rey i Destiny serien.
| År   | Titel                          | Roll                           |
| ---- | ------------------------------ | ------------------------------ |
| 2005 | The Matrix Online              | Niobe                          |
| 2011 | DC Universe Online             | Wonder Woman                   |
| 2012 | Transformers: Prime - The Game | Airachnid                      |
| 2012 | Lichdom: Battlemage            | 12 Age Dragon                  |
| 2014 | Destiny                        | Ikora Rey                      |
| 2015 | Destiny: The Taken King        | Ikora Rey                      |
| 2017 | Destiny 2                      | Ikora Rey och Warlock Vanguard |
| 2018 | Destiny 2: Forsaken            | Ikora Rey och Warlock Vanguard |
| 2018 | Lego DC Super-Villians         | Superwoman                     |
| 2019 | Destiny 2: Shadowkeep          | Ikora Rey och Warlock Vanguard |